# Aux mains des hommes
Pour les articles homonymes, voir Résurrection (homonymie).
Pour plus de détails, voir Fiche technique et Distribution.
Aux mains des hommes (Tore tanzt), aussi connu sous le nom de Résurrection, est un film dramatique allemand écrit et réalisé par Katrin Gebbe, sorti en 2013. 

## Synopsis
À Hambourg, la foi de Tore, un jeune punk chrétien (Jesus Freaks) est mise à mal après sa rencontre avec Benno.

## Fiche technique
- Titre original : Tore tanzt
- Titre français : Aux mains des hommes
- Titre alternatif : Résurrection
- Réalisation : Katrin Gebbe
- Scénario : Katrin Gebbe
- Direction artistique : Iris Trescher
- Costumes : Anna Wübber
- Montage : Heike Gnida
- Musique : Peter Folk et Johannes Lehniger
- Photographie : Moritz Schultheiss
- Son : Thekla Demelius
- Production : Verena Gräfe-Höft
- Sociétés de production : Junafilmi et ZDF
- Sociétés de distribution :
- Pays d’origine :  Allemagne
- Langue : Allemand
- Durée : 110 minutes
- Format :
- Genre : Drame
- Dates de sortie
- France : mai 2013 (festival de Cannes 2013)

## Distribution
- Julius Feldmeier : Tore
- Sascha Alexander Gersak : Benno
- Annika Kuhl : Astrid
- Swantje Kohlhof : Sanny
- Til-Niklas Theinert :
- Daniel Michel : Eule
- Laura Lo Zito : Lilli

## Distinctions

### Récompenses
- Deutscher Filmpreis 2014 : Meilleure réalisation

### Sélections
- Festival de Cannes 2013 : sélection « Un certain regard »